# Volley Star Nikšić
OK Volley Star Nikšić – czarnogórski klub siatkarski z Nikšicia. Założony został w październiku 2009 roku. W sezonie 2011/2012 zadebiutował w I lidze. Finalista Pucharu Czarnogóry.
Swoje mecze rozgrywa w centrum sportowym Nikšić (sportski centar Nikšić).

## Rozgrywki krajowe
| Sezon     | Rozgrywki ligowe | Rozgrywki ligowe | Puchar Czarnogóry |
| Sezon     | Poziom           | Miejsce          | Puchar Czarnogóry |
| --------- | ---------------- | ---------------- | ----------------- |
| 2011/2012 | I liga           | 6.               |                   |
| 2012/2013 |                  |                  |                   |
| 2013/2014 | I liga           | 4.               | półfinał          |
| 2014/2015 | I liga           | 3.               | finał             |
| 2015/2016 | I liga           | 4.               | półfinał          |
| 2016/2017 | I liga           | 4.               | półfinał          |
| 2017/2018 | I liga           | 4.               | ćwierćfinał       |

Poziom rozgrywek:
     pierwszy poziom

## Udział w europejskich pucharach
OK Volley Star Nikšić nigdy nie brał udziału w europejskich pucharach.

## Medale, tytuły, trofea
- Mistrzostwa Czarnogóry:
  -  3. miejsce (1x): 2015
- Puchar Czarnogóry:
  -  2. miejsce (1x): 2015